# Kazanskaya Mountain
Der Kazanskaya Mountain (russisch Гора Казанзкая Gora Kasankskaja, norwegisch Kazanskajatoppen) ist ein 2690 m hoher Berg im ostantarktischen Königin-Maud-Land. In den Weyprechtbergen der Hoelfjella bildet er das nördliche Ende des Gebirgskamms Snøskalkegga. 
Entdeckt und aus Luft fotografiert wurde er bei der Deutschen Antarktischen Expedition 1938/39 unter der Leitung des Polarforschers Alfred Ritscher. Kartierungen erfolgten anhand von Luftaufnahmen und Vermessungen der Dritten Norwegischen Antarktisexpedition (1956–1960) sowie durch Wissenschaftler einer sowjetischen Antarktisexpedition (1960–1961). Letztere nahmen auch die Benennung vermutlich nach der russischen Stadt Kasan vor. Das Advisory Committee on Antarctic Names übertrug diese Benennung 1970 in einer Teilübersetzung ins Englische.